# 林卓人
林卓人（1982年8月9日—），日本足球運動員，前日本國家足球隊成員，司職守門員。

## 俱樂部生涯
林卓人2001年从金光大阪高中毕业加盟广岛三箭，2005年转投札幌冈萨多，2007年转会仙台维加泰。
2014年，日职的广岛三箭官方宣布仙台维加泰门将林卓人正式加盟。

## 國家隊生涯
2004年前山本昌邦国奥队进军雅典重要球员，然而最终遗憾落选奥运名单，2012年扎切罗尼时代首次入选国家队。
2月6日日本将与拉脱维亚进行一场热身赛，由于效力于广岛三箭的二号国门西川周作受伤落选，仙台门将林卓人得以重回国家队。

## 外部連結
- 林卓人 （页面存档备份，存于） - 日本サッカー協会
- 林卓人 （页面存档备份，存于） - ゲキサカ
- 林卓人 （页面存档备份，存于） - エル・ゴラッソ
- 林卓人 – FIFA國際賽競賽紀錄 (存檔)
- 日本職業足球聯賽中的林卓人 （日語）
- Profile at Sanfrecce Hiroshima （页面存档备份，存于）